# 電気製図技能士
電気製図技能士（でんきせいずぎのうし）とは、国家資格である技能検定制度の一種で、都道府県知事（問題作成等は中央職業能力開発協会、試験の実施等は都道府県職業能力開発協会）が実施する、電気製図に関する学科及び実技試験に合格した者をいう。
なお職業能力開発促進法により、電気製図技能士資格を持っていないものが電気製図技能士と称することは禁じられている。

## 級別
1級、2級、3級の別がある。

## 実技作業試験内容（配電盤・制御盤製図作業）
- 1級

1. 高圧受電設備の高圧・低圧回路の主回路概略単線接続図、過電流保護協調曲線及び整定表を作成するとともに部品表を完成し、動力変圧器二次側の短絡電流値を求める。
2. 非常用発電設備(高圧用)及びその負荷となる電動機(高圧用)を制御する展開接続図を作成する。

試験時間＝6時間
- 2級

1. 高圧・フィーダ回路を収納する閉鎖配電盤の扉正面図を作成するとともに部品表及び部品配置図を完成する。
2. 2台の既設ポンプ用三相誘導電動機のうち、1台を省エネのためインバータ装置付きに改造したあとの主回路複線接続図をCWD方式で書く。

試験時間＝6時間
- 3級：制御盤の外形図、送風機用誘導電動機起動用シーケンスの単線接続図及びシーケンス図を作成するとともに電気用図記号表等を完成させる。試験時間＝3時間